# Đội tuyển bóng đá quốc gia Costa Rica
Đội tuyển bóng đá quốc gia Costa Rica (tiếng Tây Ban Nha: Selección de fútbol de Costa Rica) là đội tuyển cấp quốc gia của Costa Rica do Liên đoàn bóng đá Costa Rica quản lý.
Trận đấu quốc tế đầu tiên của đội tuyển Costa Rica là trận gặp đội tuyển El Salvador vào năm 1921 ở Thành phố Guatemala, Guatemala. Thành tích tốt nhất của đội cho đến nay là lọt vào tứ kết World Cup 2014, 3 lần vô địch CONCACAF vào các năm 1963, 1969, 1989 và tấm huy chương bạc tại đại hội Thể thao liên Mỹ 1951.

## Hình ảnh đội tuyển
Costa Rica mặc áo thi đấu truyền thống màu đỏ với quần đùi xanh và tất trắng. Bộ đồ đá banh sân khách của họ trong lịch sử là áo đấu sọc đen trắng theo phong cách Juventus với quần đùi trắng và tất trắng hoặc đen, do những màu này là của CS La Libertad, một trong những câu lạc bộ lâu đời nhất ở Costa Rica. Tuy nhiên, sau năm 1997, bộ áo đấu sọc được thay thế bằng bộ áo đấu màu trắng. Bắt đầu từ năm 2015, công ty đồ thể thao New Balance có trụ sở tại Boston sẽ là nhà cung cấp đồ thi đấu cho đội tuyển quốc gia, thay thế cho công ty Lotto của Ý.

### Tài trợ áo đấu
| Nhà tài trợ | Giai đoạn |
| ----------- | --------- |
| Desport     | 1980–1989 |
| Lotto       | 1990–1994 |
| Reebok      | 1995–1999 |
| Trooper     | 1999      |
| Atletica    | 2000–2001 |
| Joma        | 2001–2007 |
| Lotto       | 2007–2014 |
| New Balance | 2015–nay  |

## Danh hiệu
- Vô địch CONCACAF: 3

Vô địch: 1963; 1969; 1989
Á quân: 2002
Hạng ba: 1965; 1971; 1985; 1993
- Vô địch Trung Mỹ: 8

Vô địch: 1991; 1997; 1999; 2003; 2005; 2007; 2013; 2014
Á quân: 1993; 2001; 2009; 2011
- Bóng đá nam tại Americas Games:

 1951
- World Cup:

Tứ kết: 2014

## Thành tích tại các giải đấu
| Năm           | Thành tích               | Số trận                  | Thắng                    | Hòa*                     | Thua                     | Bàn thắng                | Bàn thua                 |
| ------------- | ------------------------ | ------------------------ | ------------------------ | ------------------------ | ------------------------ | ------------------------ | ------------------------ |
| 1930          | Từ chối tham dự          | Từ chối tham dự          | Từ chối tham dự          | Từ chối tham dự          | Từ chối tham dự          | Từ chối tham dự          | Từ chối tham dự          |
| 1934          | Không tham dự            | Không tham dự            | Không tham dự            | Không tham dự            | Không tham dự            | Không tham dự            | Không tham dự            |
| 1938          | Bỏ cuộc                  | Bỏ cuộc                  | Bỏ cuộc                  | Bỏ cuộc                  | Bỏ cuộc                  | Bỏ cuộc                  | Bỏ cuộc                  |
| 1950          | Không tham dự            | Không tham dự            | Không tham dự            | Không tham dự            | Không tham dự            | Không tham dự            | Không tham dự            |
| 1954          | FIFA không cho tham dự   | FIFA không cho tham dự   | FIFA không cho tham dự   | FIFA không cho tham dự   | FIFA không cho tham dự   | FIFA không cho tham dự   | FIFA không cho tham dự   |
| 1958 đến 1986 | Không vượt qua vòng loại | Không vượt qua vòng loại | Không vượt qua vòng loại | Không vượt qua vòng loại | Không vượt qua vòng loại | Không vượt qua vòng loại | Không vượt qua vòng loại |
| 1990          | Vòng 2                   | 4                        | 2                        | 0                        | 2                        | 4                        | 6                        |
| 1994 đến 1998 | Không vượt qua vòng loại | Không vượt qua vòng loại | Không vượt qua vòng loại | Không vượt qua vòng loại | Không vượt qua vòng loại | Không vượt qua vòng loại | Không vượt qua vòng loại |
| 2002          | Vòng 1                   | 3                        | 1                        | 1                        | 1                        | 5                        | 6                        |
| 2006          | Vòng 1                   | 3                        | 0                        | 0                        | 3                        | 3                        | 9                        |
| 2010          | Không vượt qua vòng loại | Không vượt qua vòng loại | Không vượt qua vòng loại | Không vượt qua vòng loại | Không vượt qua vòng loại | Không vượt qua vòng loại | Không vượt qua vòng loại |
| 2014          | Tứ kết                   | 5                        | 2                        | 3                        | 0                        | 5                        | 2                        |
| 2018          | Vòng 1                   | 3                        | 0                        | 1                        | 2                        | 2                        | 5                        |
| 2022          | Vòng 1                   | 3                        | 1                        | 0                        | 2                        | 3                        | 11                       |
| 2026          | Chưa xác định            | Chưa xác định            | Chưa xác định            | Chưa xác định            | Chưa xác định            | Chưa xác định            | Chưa xác định            |
| 2030          | Chưa xác định            | Chưa xác định            | Chưa xác định            | Chưa xác định            | Chưa xác định            | Chưa xác định            | Chưa xác định            |
| 2034          | Chưa xác định            | Chưa xác định            | Chưa xác định            | Chưa xác định            | Chưa xác định            | Chưa xác định            | Chưa xác định            |
| Tổng cộng     | 6/22 1 lần tứ kết        | 21                       | 6                        | 5                        | 10                       | 22                       | 39                       |

| Năm           | Thành tích               | Số trận                  | Thắng                    | Hòa*                     | Thua                     | Bàn thắng                | Bàn thua                 |
| ------------- | ------------------------ | ------------------------ | ------------------------ | ------------------------ | ------------------------ | ------------------------ | ------------------------ |
| 1963          | Vô địch                  | 3                        | 3                        | 0                        | 0                        | 7                        | 2                        |
| 1965          | Hạng ba                  | 5                        | 2                        | 2                        | 1                        | 11                       | 4                        |
| 1967          | Bỏ cuộc                  | Bỏ cuộc                  | Bỏ cuộc                  | Bỏ cuộc                  | Bỏ cuộc                  | Bỏ cuộc                  | Bỏ cuộc                  |
| 1969          | Vô địch                  | 5                        | 4                        | 1                        | 0                        | 13                       | 2                        |
| 1971          | Hạng ba                  | 5                        | 2                        | 1                        | 2                        | 6                        | 4                        |
| 1973 đến 1981 | Không vượt qua vòng loại | Không vượt qua vòng loại | Không vượt qua vòng loại | Không vượt qua vòng loại | Không vượt qua vòng loại | Không vượt qua vòng loại | Không vượt qua vòng loại |
| 1985          | Hạng ba                  | 4                        | 0                        | 3                        | 1                        | 4                        | 6                        |
| 1989          | Vô địch                  | 8                        | 5                        | 1                        | 2                        | 10                       | 6                        |
| 1991          | Bán kết                  | 5                        | 1                        | 0                        | 4                        | 5                        | 9                        |
| 1993          | Bán kết                  | 5                        | 1                        | 3                        | 1                        | 6                        | 5                        |
| 1996          | Không vượt qua vòng loại | Không vượt qua vòng loại | Không vượt qua vòng loại | Không vượt qua vòng loại | Không vượt qua vòng loại | Không vượt qua vòng loại | Không vượt qua vòng loại |
| 1998          | Vòng 1                   | 2                        | 1                        | 0                        | 1                        | 8                        | 4                        |
| 2000          | Tứ kết                   | 3                        | 0                        | 2                        | 1                        | 5                        | 6                        |
| 2002          | Á quân                   | 5                        | 3                        | 1                        | 1                        | 8                        | 5                        |
| 2003          | Bán kết                  | 5                        | 2                        | 0                        | 3                        | 10                       | 8                        |
| 2005          | Tứ kết                   | 4                        | 2                        | 1                        | 1                        | 6                        | 4                        |
| 2007          | Tứ kết                   | 4                        | 1                        | 1                        | 2                        | 3                        | 4                        |
| 2009          | Bán kết                  | 5                        | 2                        | 2                        | 1                        | 10                       | 6                        |
| 2011          | Tứ kết                   | 4                        | 1                        | 2                        | 1                        | 8                        | 6                        |
| 2013          | Tứ kết                   | 4                        | 2                        | 0                        | 2                        | 4                        | 2                        |
| 2015          | Tứ kết                   | 4                        | 0                        | 3                        | 1                        | 3                        | 4                        |
| 2017          | Bán kết                  | 5                        | 3                        | 1                        | 1                        | 6                        | 3                        |
| 2019          | Tứ kết                   | 4                        | 2                        | 1                        | 1                        | 8                        | 4                        |
| 2021          | Tứ kết                   | 4                        | 3                        | 0                        | 1                        | 6                        | 4                        |
| 2023          | Tứ kết                   | 4                        | 1                        | 1                        | 2                        | 7                        | 8                        |
| Tổng cộng     | 3 lần vô địch            | 104                      | 45                       | 29                       | 39                       | 167                      | 109                      |